# District de Thonon
Le district de Thonon est une ancienne division territoriale française du département du Mont-Blanc de 1792 à 1795.

## Géographie
Le district reprend en partie la province historique du Chablais.

## Organisation
Le district est composé de 7 cantons, rassemblant 64 communes.
Il était composé des cantons de Thonon, Abondance, Biot, Bons, Douvaine, Evian et Lullin.